# Cyperus thyrsiflorus
Cyperus thyrsiflorus là loài thực vật có hoa trong họ Cói. Loài này được Jungh. ex Schltdl. mô tả khoa học đầu tiên năm 1831.